# Maria Andersson (företagare)
Maria Andersson, född Jansson den 17 maj 1837 i Vassända-Naglums socken, död 20 november 1922 i Stigen, var en svensk företagare, filantrop, pionjär inom modern mentalvård. Hon var en tidig entreprenör som byggde upp en textilindustri, införde en humanare svensk mentalvård och byggde kollektivhus.

## Biografi
Maria Andersson föddes på gården Skogssäter i Vassända Naglum, nära Trollhättan. Hennes föräldrar hette Cajsa Maria och Johannes Jansson. Familjen flyttade till Ellenö gård i sydvästra Dalsland när Maria Andersson var två år. Där växte hon upp som äldst av sju syskon. Hennes stora förebild genom livet var fadern Johannes, som var en mycket företagsam och nytänkande jordbrukare. Han var en liberal fritänkare och satt såväl i kommunen som landstinget och riksdagen. Han stred särskilt för ett bättre skol- och fattigvårdssystem, för kvinnans rättigheter och för att stävja alkoholmissbruket. Alla faderns hjärtefrågor och sociala reformer kämpade Maria Andersson oförtrutet vidare med under hela sitt liv och hon förde i sin tur över engagemanget för dessa frågor på sin familj.
När Maria Andersson var 20 år gifte hon sig med Magnus Andersson (som hon träffade under sin studietid vid Ellenö landbruksskola) och flyttade till herrgården Östra Stigen. Året därpå föddes parets första barn av totalt tio. Där sönerna Waldemar och Hjalmar Andersson kom att bygga ut den av föräldrarna igångsatta industrin.
När Maria Andersson kom till Stigen såg hon att många i de enkla torp- och backstugorna runtom i bygden hade det mycket fattigt och eländigt. Hon startade då, bara 22 år gammal, en textil förlagsverksamhet för att på så sätt minska fattigdomen. Detta lade grunden till den textilindustri, som hon och hennes make skulle komma att etablera 15 år senare i Stigen, och som så småningom skulle leda till över 500 arbetstillfällen och två filialer.

### Textil verksamhet
I slutet av 1860-talet inträffade missväxtår som innebar att många svalt och att dödstalen och emigrationen eskalerade enormt. Maria Andersson utvecklade då sin textila förlagsverksamhet ytterligare för att försöka åtgärda misären. Hon satte även upp vävstolar i salen på herrgården, dit kvinnorna fick komma och väva. Det dröjde inte länge förrän hon även startade en vävskola på herrgården.
Johanna Brunsson från Flatebyn i Valbo Ryr kom att bli Maria Anderssons skickligaste elev. Hon startade senare en mycket berömd vävskola i Stockholm. Samma år som Johanna Brunsson kom till Stigen fick både hon och Maria Andersson priser för sina fina vävnader vid slöjdutställningen i Vänersborg. Landshövdingen Erik Sparre, som månade mycket starkt om hemslöjdens möjligheter att kunna stävja fattigdomen, gav tidigt sitt stöd till de båda kvinnornas verksamheter. Då, i slutet av 1860-talet, sysselsatte Maria Andersson redan ett fyrtiotal kvinnor på herrgården och ute i hemmen och 1872 började man bygga upp ett spinneri. Detta år var Maria Andersson även med och startade föreningen Enighet och Enkelhet, en förening vars syfte var att samla in pengar så att även fattiga barn och ungdomar kunde få möjlighet att studera. Två år senare startade textilfirman Magnus Andersson, ett missvisande namn då det i själva verket var Maria Andersson som låg bakom mycket av företagets etablering.
Maria Andersson insåg tidigt, inspirerad av fadern och förebilden Johannes, vilken stor betydelse en järnväg skulle ha för utvecklingen i bygden. Därför engagerade hon sig mycket starkt för järnvägens tillkomst. 19 år före Lelångenbanans etablering låg hon bakom en engagerad skrivelse riktad till alla kvinnor i häradet. Den innehöll ett verkligt brandtal och en stark uppmaning till kvinnorna i Valbo härad att med gemensamma krafter finansiera projekteringskostnaden för järnvägen genom att tillverka textilier som senare skulle säljas på en auktion.

### Övriga engagemang och sista åren
När Maria Andersson var 53 år lämnade hon och maken över den arbets- och ansvarskrävande driften av fabriken till sönerna Hjalmar och Valdemar. Maria Andersson hade länge haft en stark vision om att starta en koloni för de utsatta i samhället. När hon fick ut sitt fadersarv investerade hon det i att förverkliga Mariahemmet i Vänersborg, där hon 54 år gammal 1891 startade ett sjukhem för nervklena kvinnor. Med Mariahemmet kom hon att bli en föregångare inom svensk mentalvård. Hon införde en human mentalvård med bland annat textilarbete, trädgårdsterapi och lättare kökssysslor, inte bara inlåsning och förvaring av de mentalt sjuka som då var brukligt. Detta sjukhem ledde så småningom fram till Östra klinikerna, med över 1 000 vårdplatser, som blev en av länets största arbetsplatser.
Långt innan Alva Myrdal blev känd för sina kollektivhus höll Maria Andersson på att bygga upp ett kollektivhus i Stigen, vars huvudsyfte var att ge kvinnorna möjlighet att kunna arbeta utanför hemmet och på så sätt få egen inkomst och inte vara så beroende av sina män eller behöva dubbelarbeta. Kollektivhuset som hon utarbetade innehöll barnomsorg och skolmåltider, barservering och tvätt- och bakstuga. De mindre bostäderna hade tillgång till större gemensamma samlingslokaler.
Trots en starkt konservativ make var Maria Andersson mycket liberal och frisinnad och kämpade hårt för kvinnans rättigheter och rösträtt. Hon var även aktiv inom nykterhetsrörelsen och var starkt samhällsengagerad på många olika sätt. Hon var med och startade flera samhällsnyttiga föreningar. En hjälpte de svaga och fattiga grupperna i samhället och en annan samlade in medel så även fattiga skulle få en möjlighet att studera.
Maria Andersson fick uppleva flera stora sorger och svårigheter under sitt liv. Hon förlorade tre av sina barn i späd ålder och år 1906, när hon var 69 år gammal, drabbades hon av två mycket tunga förluster med bara några månaders mellanrum. Först dog hennes make och bara tre månader senare den son som var direktör för fabriken och som stod sin mor mycket nära. Hon fortsatte ändå oförtrutet och kämpade vidare med sina hjärtefrågor och sin vision om en koloni och ett kollektivhus, men utan maken fanns saknades ett starkt kapital och krafterna började långsamt att tryta.
Maria Andersson avled 85 år gammal den 20 november 1922 och ligger begravd vid Färgelanda kyrka.